# Lasse-Majas detektivbyrå – Maskoten som försvann
Lasse-Majas detektivbyrå – Maskoten som försvann (stiliserat LasseMajas detektivbyrå – Maskoten som försvann) är en svensk familjefilm, med premiär 2024. Filmen är regisserad av Tina Mackic, med manus skrivet av Michaela Hamilton och David Wiberg. Den är baserad på böckerna om Lasse-Majas detektivbyrå, som är skrivna av Martin Widmark och illustrerade av Helena Willis. Lasse spelas av Mario Mustafa och Maja spelas av Elma Säterhagen-Lekander.
Filmen hade biopremiär i Sverige den 18 oktober 2024, utgiven av SF Studios.

## Rollista (i urval)
- Mario Mustafa – Lasse
- Elma Säterhagen-Lekander – Maja
- Henrik Hjelt – polismästaren
- Cecilia Forss – Betty
- Max Sadio – Sixten Lönn
- Nisse Hallberg – Krister Lönn
- David Wiberg – Kimmy
- Maria Nohra – Sara Bernard
- Simon Mezher – Muhammed Karat

## Produktion
Filmen är producerad av Jonathan Ridings för SF Studios, i samproduktion med Film i Väst och med stöd av Svenska Filminstitutet. Filminspelningarna påbörjades i början av mars 2024 i Alingsås.